# Kršćanska Demokracija (Italija)
Kršćanska Demokracija (ita. Democrazia Cristiana, DC), također Demokršćanska stranka, bila je dominantna politička stranka u Italiji od kraja Drugog svjetskog rata do raspada 1994. godine.

## Povijest

### 1942. – 1948.
Stranku je, potaknut očekivanim padom fašističkog režima, osnovao Alcide De Gasperi 1942. u Milanu, kao ideološkog nasljednika Talijanske Narodne Stranke (Partito Popolare Italiano, PPI) Luigija Sturza, zabranjene za vrijeme Mussolinjeve vladavine. Prvobitno članstvo činili su bivši članovi Narodne Stranke, te politički aktivni katolici koji su za vrijeme fašizma bili organizirani u društvenim organizacijama kao Katolička akcija (Azione Cattolica) i Talijanska univerzitetska katolička federacija (Federazione Universitaria Cattolica Italiana, FUCI). Među osnivačima također se ističu: Mario Scelba, Attilio Piccioni, Camillo Corsanego, Giovanni Gronchi, Aldo Moro, Giulio Andreotti, Amintore Fanfani, Giuseppe Dossetti i Giuseppe Alessi. Isprva djeluje u ilegali, ali već nakon Mussolinijevog pada Maršal Badoglio, iako službeno zabranjuje osnivanje stranaka, de facto joj dozvoljava djelovanje. 10. rujna 1943. sudjeluje u osnivanju Vijeća Narodnog Oslobođenja (Comitato di Liberazione Nazionale, CLN), u kojem Kršćanska Demokracija nastoji nametnuti svoju vodeću ulogu među političkim organizacijama centra. Sudjeluje s vlastitim jedinicama u borbama za oslobođenje Italije od njemačke okupacije. Već u Vijeću Narodnog Oslobođenja, i u ratnim operacijama, profilira se ideološki sukob između Demokršćana i stranaka ljevice, posebno Komunističke partije Italije (Partito Communista Italiano, PCI). koji je imao elemente građanskog rata. Kršćanska Demokracija je sudjelovala u vladi Maršala Badoglia zajedno s drugim strankama Vijeća Narodnog oslobođenja, i u Vladi Ivanoea Bonomija (1944.), kada sudjeluje u osnivanju 
sindikata Generalne Talijanske Konfederacije Rada (Confederazione Generale Italiana del Lavoro, CGIL). Prvi međuregionalni stranački kongres imenuje Alcidea De Gasperija tajnikom stranke, koji u trećoj Bonomijevoj vladi postaje ministar vanjskih poslova (1944. – 1945.), a u prosincu 1945. postaje predsjednik vlade. De Gasperi je uspješno proveo referendum na kojem je izglasana republika, te prelaz vlasti s monarhijskih na republičke institucije. 1946. osvaja relativnu većinu na prvim poratnim izborima u Italiji, a 1947. definitivno raskida koaliciju sa strankama ljevice koje napuštaju vladu nacionalnog jedinstva. Nakon izvanredno napete i turbulentne predizborne kampanje, koja je bila većim djelom mikrokozmos globalnih tenzija i slika budućeg hladnog rata, Kršćanska Demokracija odnosi pobjedu na izborima 1948.

### 1948. – 1992.
Alcide De Gasperi je kao premijer, u ukupno sedam vlada, ostao na vlasti do 1953. Kršćanska Demokracija osvojila je relativnu većinu na svim parlamentarnim izborima do 1992. Svoju dominantnost mogla je uvelike zahvaliti agitiranju katoličkog klera kod talijanskog biračkog tijela, 
kojem su demokršćani prezentirani kao jedina alternativa strankama ljevice, čija bi eventualna pobjeda, prema tim snagama, rezultirala neminovnom sovjetizacijom zemlje. Poratnim ekonomskim napretkom i prosperitetom u Italiji, ideološki sukob je ublažen ali nije nikada 
zaboravljen. Produbljavanjem socijalnih i ideoloških razlika krajem 1960-tih, posebno nakon 1968., Italija ulazi u dugogodišnji period političkog nasilja kada se pojavljuje čitav niz izvanparlamentarnih stranaka i militantnih grupacija ekstremne ljevice i desnice, te snažan uzlet Komunističke Partije, kojima se demokratska javnost nastoji suprotstaviti još većim okupljanjem oko stranaka centra, posebno Kršćanske Demokracije. To je bilo posebno izraženo na izborima 1976., kada je najavljivana pobjeda komunista. Ipak, demokršćani i tada osvajaju relativnu većinu s vrlo malom razlikom. Krajem 1970-tih neki od demokršćanskih lidera smatrali su da je Komunistička Partija postala isuviše relevantan faktor na političkoj sceni da bi se ju ignoriralo, te su predlagali koalicionu vladu. Unatoč konkretnim pokušajima Povijesni kompromis (Compromesso storico) nikada nije ostvaren. 1980-tih Kršćanska Demokracija zajedno s još četiri stranke osniva vladajuću koaliciju Petostranačje (Pentapartito), te po prvi puta mjesto predsjednika vlade prepušta koalicionim partnerima: 1981. republikancu Spadoliniju, i 1984. socijalistu Craxiju.

### 1992. – 1994.
Padom berlinskog zida i raspadom Sovjetskog Saveza, krajem 1980-ih i početkom 1990-ih, politički razlozi koji su demokršćanima garantirali vlast i opstanak na političkoj sceni prestaju postojati ili su bar znatno smanjeni. No iako je Kršćanska Demokracija počela gubiti članstvo i biračko tijelo iz navedenih političkih promjena na međunarodnoj sceni, pravi krah je uslijedio tek nakon otvaranja korupcijskih skandala 1992., povodom antikorupcijske istrage milanskog suda "Čiste ruke" (Mani pulite). Dugogodišnja javna tajna da sukobi interesa i korupcija u talijanskom političkom sistemu nisu iznimka nego pravilo izbijaju na svjetlo dana svom žestinom, te su mnogi političari skoro svih najvećih stranaka optuženi za korupciju. U samo godinu dana članstvo Kršćanske Demokracije smanjuje se za više od polovice, s 1 800 000 na 800 000 članova. Tadašnji tajnik stranke Mino Martinazzoli nakon brojnih poraza na lokalnim izborima 1993., predlaže promjenu imena stranke u Talijanska Narodna Stranka (Partito Popolare Italiano, PPI), ali na stranačkom skupu 18. siječnja 1994. gdje je trebala biti formalizirana ta promjena, stranka se raspada na nekoliko ranije jasno definiranih frakcija koje osnivaju zasebne stranke: Centristička Narodna Stranka (PPI), Kršćansko Demokratski Centar (Centro Cristiano Democratico, CCD) desnog centra i ljevičarski Kršćansko Socijalni Pokret (Movimento Cristiano Sociali, CS). Kasnije su usljedili daljni raskoli, kao odvajanje Kršćansko Demokratskog Jedinstva (Cristiani Democratici Uniti, CDU), od Narodne stranke, i stapanja s većim strankama, kao ujedinjenje Kršćansko Socijalnog Pokreta s Lijevim Demokratima (Democratici di sinistra, DS), što je rezultiralo definitivnim razjedinjenjem talijanskih katoličkih političara. Znatan broj članstva prešao je u novoosnovanu stranku Naprijed Italija (Forza Italia), medijskog magnata i budućeg premijera Silvija Berlusconija, u čijoj je koaliciji sudjelovao i Kršćansko Demokratski Centar, no unatoč tome u odnosu na vremena jedinstvene stranke, danas je utjecaj demokršćana u Italiji znatno smanjen.

## Ideologija
Stranka je svoju ideologiju crpila uglavnom iz demokratskih i socijalno-katoličkih doktrina 19. stoljeća, koje su u Francuskoj razvijali Buchez, Lamennais i le Play, te u Italiji Giuseppe Toniolo i Romolo Murri. Pokret je također primio liberalne i socialdemokratske utjecaje. Posebno se ističe utjecaj dviju papinskih enciklika: Rerum novarum (1891.)  Pape Lava XIII i Quadragesimo anno (1931.) Pape Pia XI. Bili su izraženi antimarksizam i zalaganje za slobodno tržište.

## Stranački vođe

### Tajnici
- Alcide De Gasperi (1944. – 1946.)
- Attilio Piccioni (1946. – 1949.)
- Giuseppe Cappi (1949.)
- Paolo Emilio Taviani (1949. – 1950.)
- Guido Gonella (1950. – 1953.)
- Alcide De Gasperi (1953. – 1954.)
- Amintore Fanfani (1954. – 1959.)
- Aldo Moro (1959. – 1964.)
- Mariano Rumor (1964. – 1969.)
- Flaminio Piccoli (1969.)
- Arnaldo Forlani (1969. – 1973.)
- Amintore Fanfani (1973. – 1975.)
- Benigno Zaccagnini (1975. – 1980.)
- Flaminio Piccoli (1980. – 1982.)
- Ciriaco De Mita (1982. – 1989.)
- Arnaldo Forlani (1989. – 1992.)
- Mino Martinazzoli (1992. – 1994.)

### Demokršćanski predsjednici republike
- Giovanni Gronchi (1955. – 1962.)
- Antonio Segni (1962. – 1964.)
- Giovanni Leone (1971. – 1978.)
- Francesco Cossiga (1985. – 1992.)
- Oscar Luigi Scalfaro (1992. – 1999.)

### Demokršćanski premijeri
- Alcide de Gasperi (1946. – 1953.)
- Giuseppe Pella (1953. – 1954.)
- Amintore Fanfani (1954.)
- Mario Scelba (1954. – 1955.)
- Antonio Segni (1955. – 1957.)
- Adone Zoli (1957. – 1958.)
- Amintore Fanfani (1958. – 1959.)
- Antonio Segni (1959. – 1960.)
- Fernando Tambroni (1960.)
- Amintore Fanfani (1960. – 1963.)
- Giovanni Leone (1963.)
- Aldo Moro (1963. – 1968.)
- Giovanni Leone (1968.)
- Mariano Rumor (1968. – 1970.)
- Emilio Colombo (1970. – 1972.)
- Giulio Andreotti (1972. – 1973.)
- Mariano Rumor (1973. – 1974.)
- Aldo Moro  (1974. – 1976.)
- Giulio Andreotti (1976. – 1979.)
- Francesco Cossiga (1979. – 1980.)
- Arnaldo Forlani (1980. – 1981.)
- Amintore Fanfani (1982. – 1983.)
- Amintore Fanfani (1987.)
- Giovanni Goria (1987. – 1988.)
- Ciriaco de Mita (1988. – 1989.)
- Giulio Andreotti (1989. – 1992.)

## Vanjske poveznice
- Povijest Kršćanske Demokracije - storiadc.it   Arhivirana inačica izvorne stranice od 23. kolovoza 2018. (Wayback Machine)
- Povijest Kršćanske Demokracije - lastoriasiamonoi.rai.it [neaktivna poveznica]
- Povijest sjedišta Kršćanske Demokracije u Rimu - democraticicristiani.it   Arhivirana inačica izvorne stranice od 22. srpnja 2011. (Wayback Machine)
- Kronologija Krščanske Demokracije - centrostudimalfatti.org
- Kršćanska Demokracija 1951. - centrostudimalfatti.org
- Porijeko Kršćanske Demokracije - centrostudimalfatti.org